# Jędrzychowice (okres Zgorzelec)
Jędrzychowice (německy Hennersdorf) je vesnice v polském Dolnoslezském vojvodství nacházející se severovýchodně od Zhořelce při hranicích s Německem. Spadá do vesnické gminy Zgorzelec. Je protáhlého tvaru. Nachází se zde hřbitovní kostel Narození Nejsvětější Panny Marie a další separátní hřbitov.

## Galerie

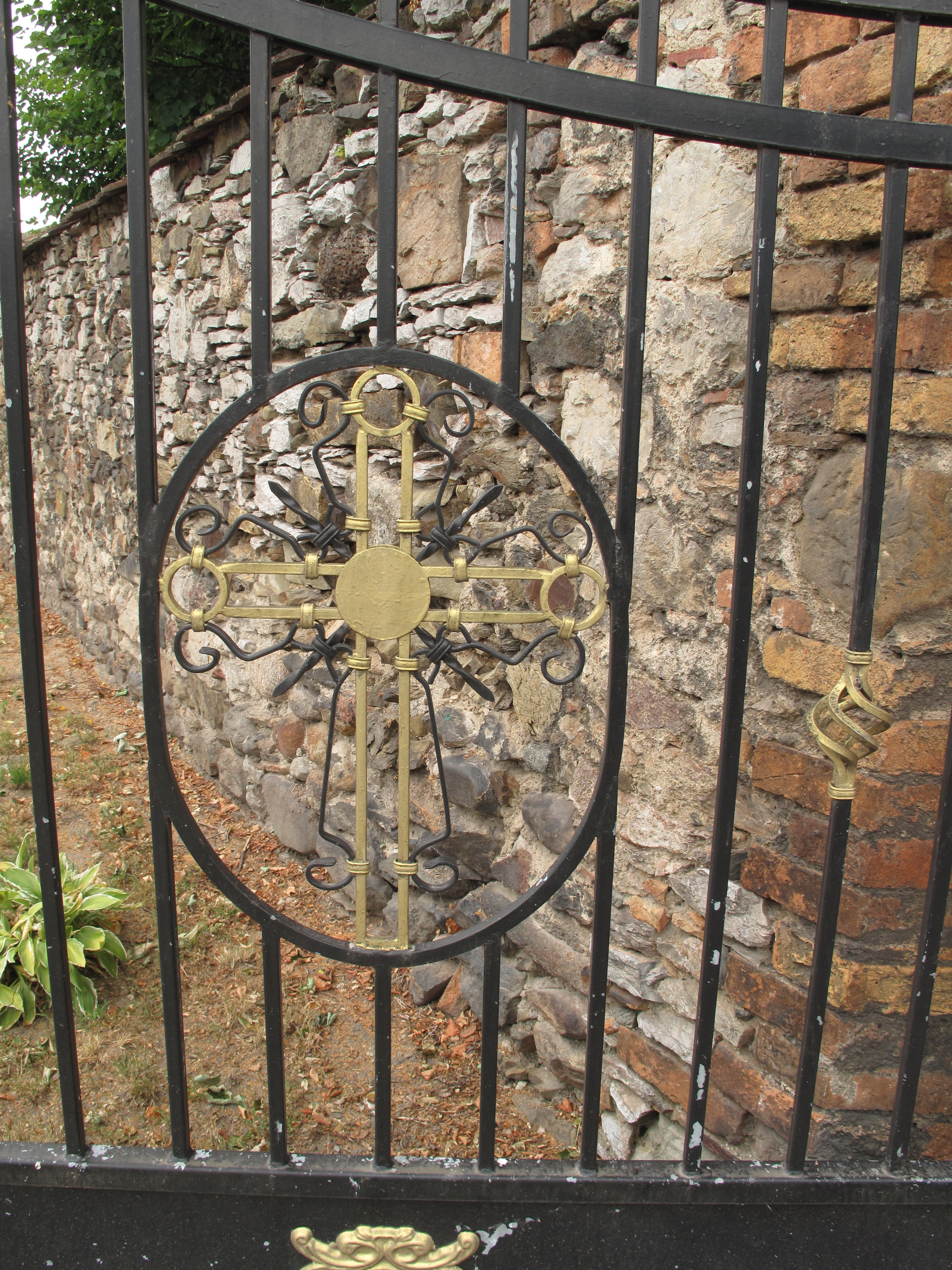
Kříž na vratech
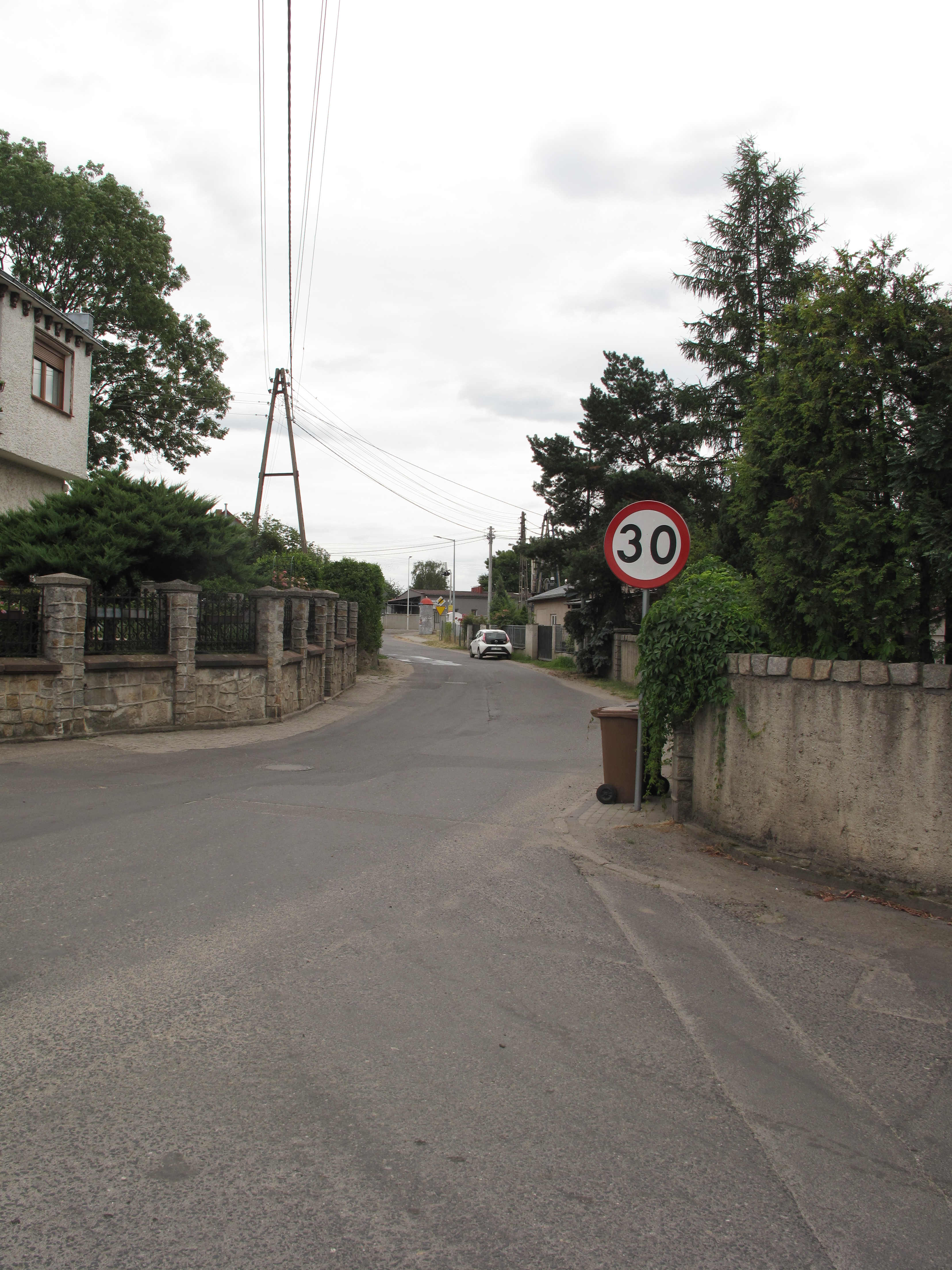
Ulice
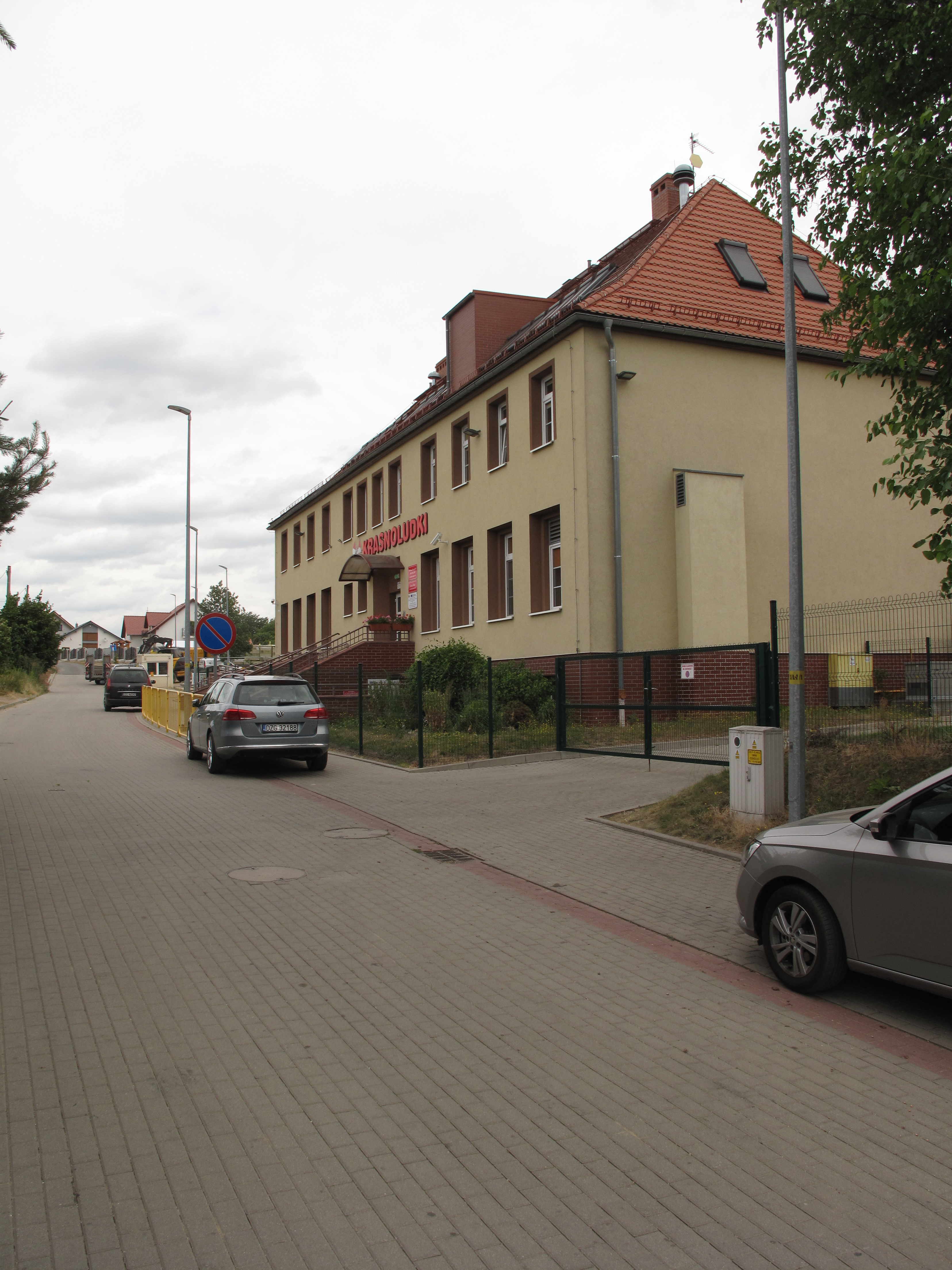
Dům
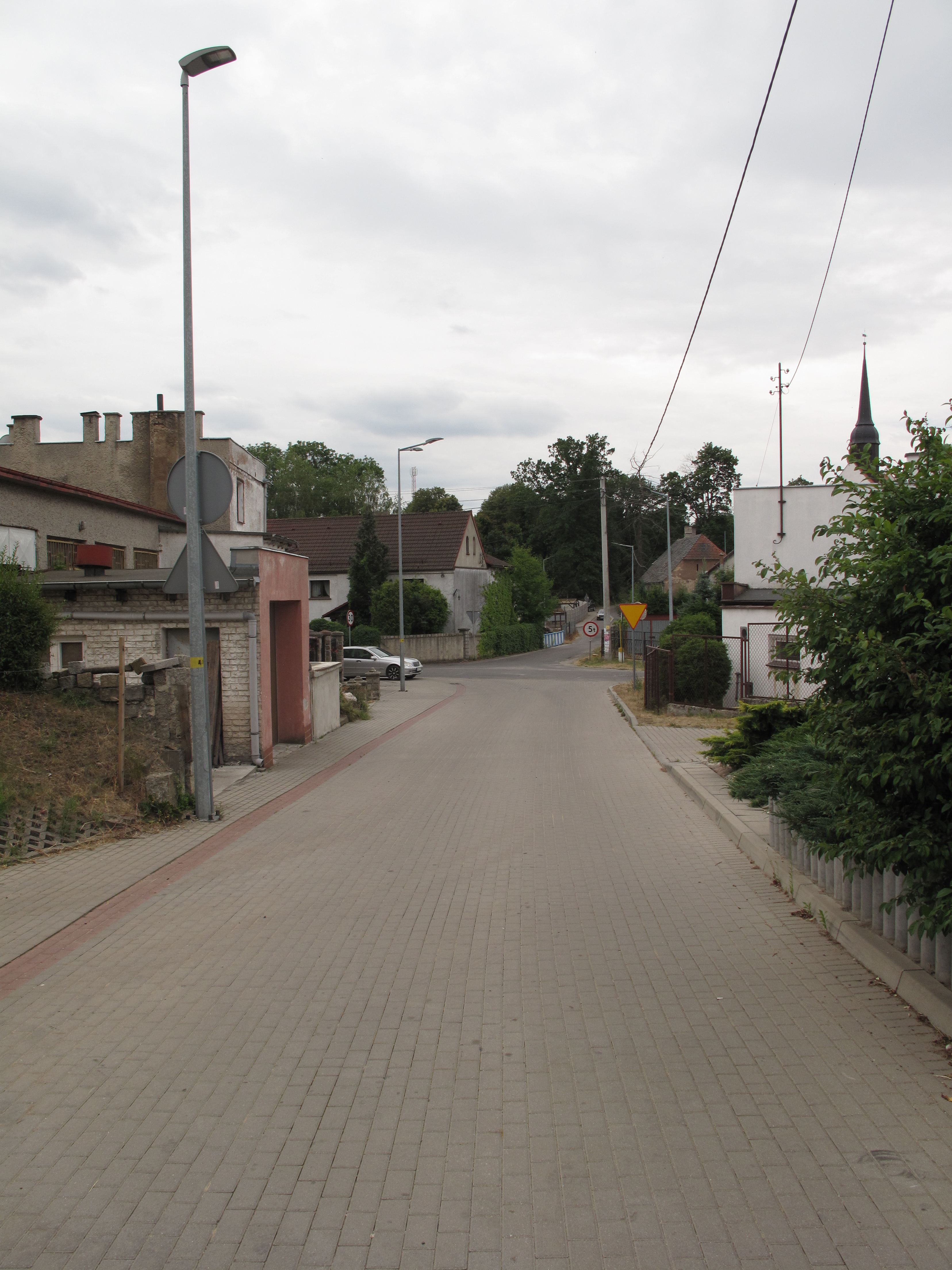
Ulice